# União Democrática Timorense

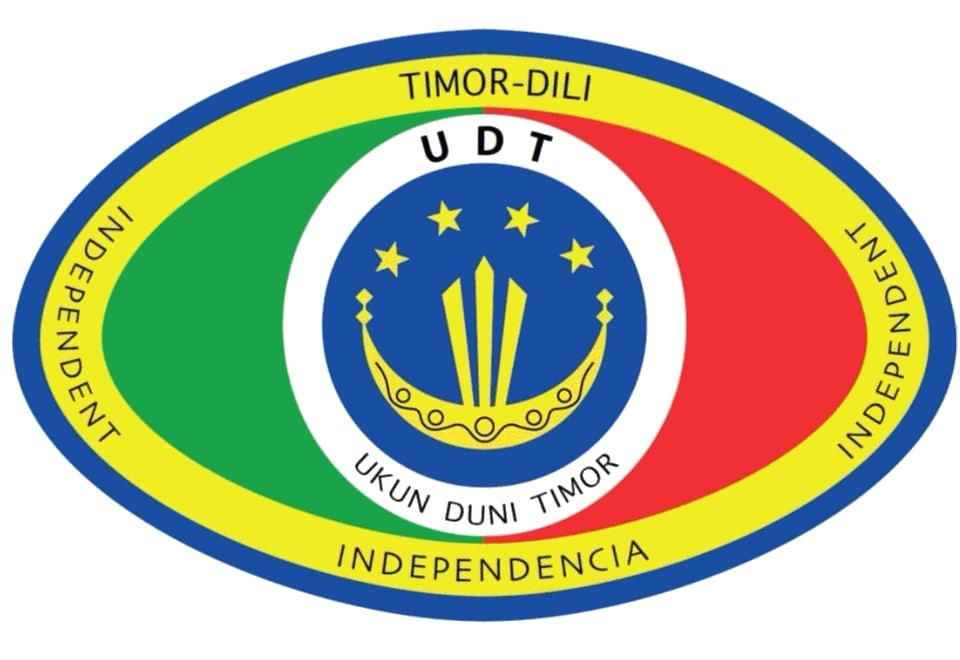
Logo der UDT

Die konservative União Democrática Timorense (UDT) (deutsch „Demokratische Timoresische Union“) ist eine Partei in Osttimor. Sie wurde am 11. Mai 1974 gegründet und ist damit die älteste Partei des Landes. Ursprünglich wurde sie von den traditionellen Eliten unterstützt.

## 1975 bis 2002

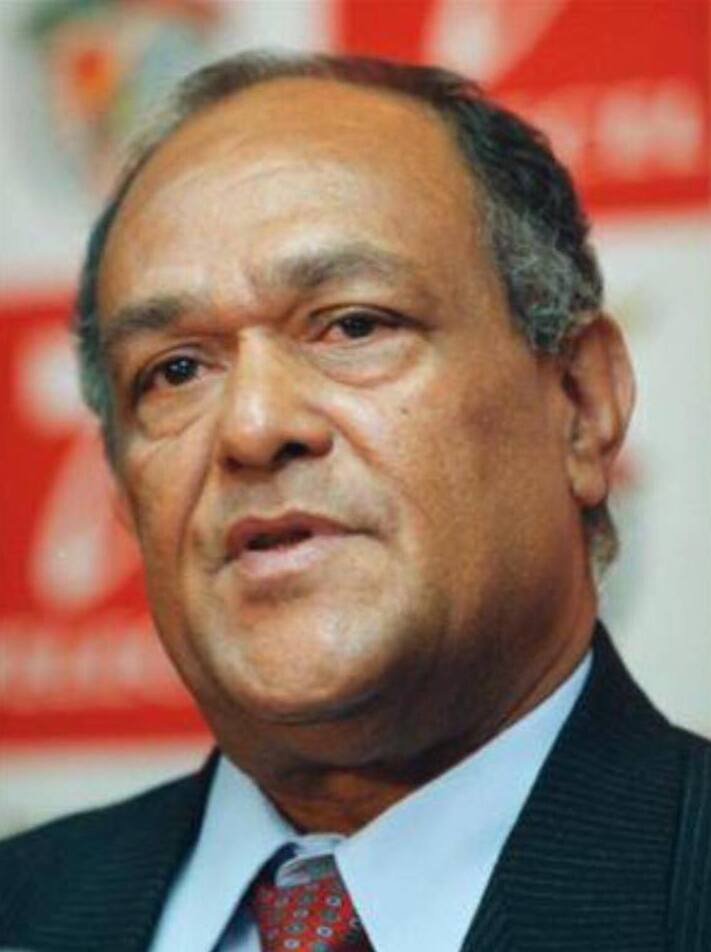
João Viegas Carrascalão

Die UDT befürwortete bei ihrer Gründung statt einer völligen Unabhängigkeit eine enge Bindung an die frühere Kolonialmacht Portugal oder wie sie in Tetum sagte: mate bandera hum („im Schatten der portugiesischen Flagge“). Schließlich unterstützte sie aber eine schrittweise Heranführung an die Unabhängigkeit. Ihr Programm bestand aus  Demokratie, Menschenrechte, Selbstbestimmung und Einkommensumverteilung. Zu den Parteigründern gehörten die Brüder Mário, Manuel und João Carrascalão, Domingos de Oliveira (der erste Generalsekretär), Francisco Lopes da Cruz und César Augusto Mousinho (damals Bürgermeister von Dili und Vizepräsident der UDT). Mário Carrascalão war Gründungspräsident, musste aber auf Druck portugiesischer Offiziere sein Amt an den ehemaligen Zollbeamten Lopes da Cruz abgeben, da Carrascalão zu enge Beziehungen zur alten Diktatur nachgesagt wurden. Präsident der politischen Kommission war von 1975 bis 1989 war Moisés da Costa Amaral. Augusto Mouzinho, der Bürgermeister von Dili, wurde stellvertretender Vorsitzender der UDT.
1975 schloss die UDT zuerst ein Bündnis mit der FRETILIN, um Osttimor zur Unabhängigkeit zu führen. Aufgrund von geheimdienstlicher Arbeit Indonesiens und der Sorge, die FRETILIN könnte einen kommunistischen Weg einschlagen, zerbrach das Bündnis wenige Monate später. Nachdem sich eine Mehrheit für die FRETILIN abzuzeichnen drohte, versuchte die UDT mit einem Putsch die Macht zu übernehmen, auch um Indonesien einen Vorwand zur Intervention zu nehmen. Das Nachbarland drohte einzumarschieren, um die FRETILIN an der Regierung zu verhindern. UDT-Präsident Lopes da Cruz wurde von den UDT-Führern João Viegas Carrascalão und Domingos de Oliveira verhaftet, da man ihn der Zusammenarbeit mit Indonesien verdächtigte. Später bestätigte sich der Verdacht. Die UDT unterlag aber im folgenden Bürgerkrieg der FRETILIN. Etwa 2.000 Menschen starben, darunter auch UDT-Anhänger, die von der FRETILIN bereits gefangen genommen waren. 3.000 Anhänger der UDT flohen in das indonesische Westtimor, wo sie unter Druck nun für den Anschluss Osttimors an Indonesien plädierten.
Nach der Besetzung durch Indonesien gründeten im Ausland lebende Osttimoresen der FRETILIN und UDT im Januar 1988 einen nationalen Rat des Widerstandes mit Xanana Gusmão an der Spitze (Nacional de Resistência Maubere CNRM, ab 1998 Conselho Nacional de Resistência Timorense CNRT). Der Rat diente als Dachorganisation, um den Freiheitskampf besser zu koordinieren. Manuel Carrascalão wurde später Sprecher des CNRT. Mário Viegas Carrascalão war während der indonesischen Besatzungszeit von 1983 bis 1992 Gouverneur Osttimors. Er deckte dabei Menschenrechtsverletzungen der Indonesier in Osttimor auf. Später wurde Mário Vorsitzender der sozialdemokratischen Partei Osttimors.
Nach der indonesischen Besatzungszeit war João Viegas Carrascalão während der UN-Verwaltung Minister für Infrastruktur und koordinierte den Beginn des Wiederaufbaus Osttimors. Manuel Carrascalão war von April bis September 2001 Vorsitzender des Nationalrats, einer Art Übergangsparlaments.

## Die UDT im unabhängigen Osttimor

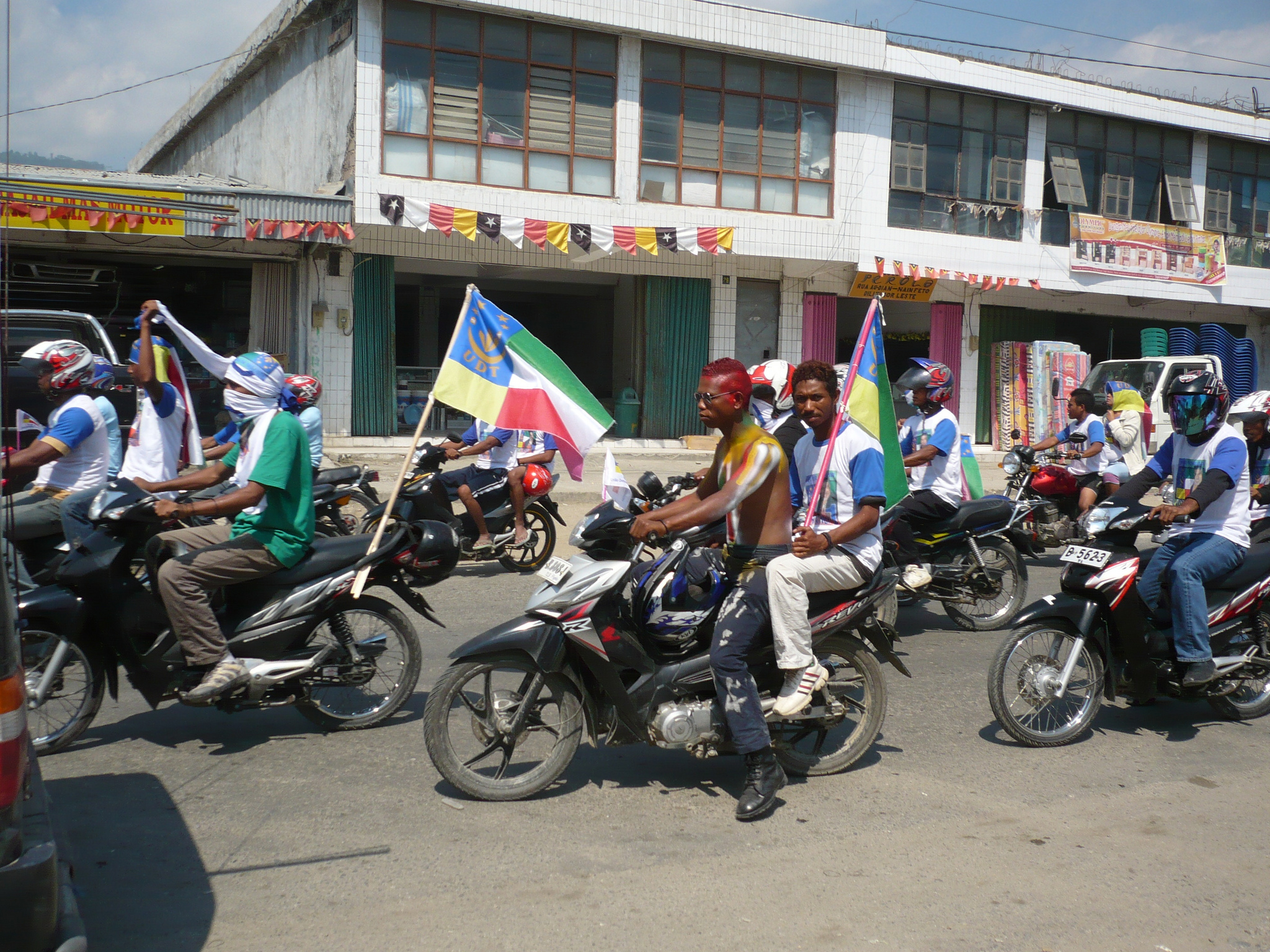
UDT-Kampagne in Dili zur Parlamentswahl 2012

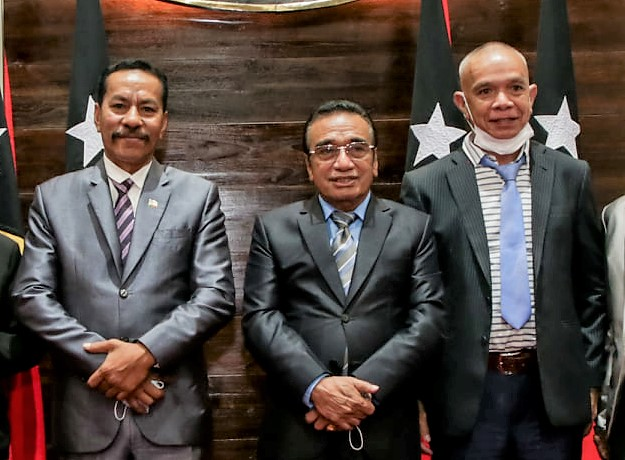
Francisco David Xavier Carlos (l.) und Rodolfo Aparicio Guterres (r.) bei Staatspräsident Francisco Guterres (m.)

João Viegas Carrascalão führte die Partei als Vorsitzender in das unabhängige Osttimor. Er starb im Februar 2012. Im Februar 2010 wurde Gilman Exposto dos Santos Präsident der UDT. Generalsekretär waren nach Domingos de Oliveira, Cipriano J. da Costa Gonsalves, und danach Francisco David Xavier Carlos.
Bei den Wahlen zum ersten Parlament des freien Osttimors am 30. August 2001 bekam die UDT 2,36 % der Stimmen (8.581) und zwei der 88 Sitze. Mit ein Grund dafür waren hartnäckige Gerüchte, die UDT wolle wieder versuchen sich an die Macht zu putschen. Abgeordnete der UDT waren Alexandre Gentil Corte-Real de Araújo und Quitéria da Costa.
Bei der Präsidentschaftswahl 2007 schied João Carrascalão mit nur 1,72 % der Stimmen als letzter von acht Bewerbern bereits nach der ersten Runde aus.
Bei den Parlamentswahlen am 30. Juni 2007 erhielt die UDT 0,90 % (3.753) der gültigen Stimmen und scheiterte damit an der Drei-Prozent-Hürde. Am meisten Unterstützung erhielt sie im damaligen Distrikt Ermera, wo sie 918 Stimmen (2,2 %) erhielt.
Im Juli 2007 schloss sich die UDT mit fünf weiteren Parteien, die ebenfalls bei den Parlamentswahlen  an der Drei-Prozent-Hürde gescheitert waren zur Liga Democrática Progressiva LDP zusammen. Die LDP soll für die ideologisch und im Programm sehr unterschiedlichen Parteien als politische Plattform außerhalb des Parlaments dienen. Dafür wurde die UDT am 11. Dezember 2017 Mitglied der Frenti Dezenvolvimentu Demokratiku (FDD).
Für die Präsidentschaftswahlen in Osttimor 2012 erklärte UDT-Präsident Santos 2011, er wolle den ehemaligen militärischen Oberbefehlshaber Taur Matan Ruak bei seiner Kandidatur unterstützen, auch wenn dieser seine Unabhängigkeit von allen Parteien betonte. Bei den Parlamentswahlen 2012 scheiterte die UDT erneut an der Drei-Prozent-Hürde. Sie erhielt nur 5.332 Stimmen (1,13 %). In Ainaro erreichte sie 3,20 % und in Ermera 3,29 % der Stimmen.
Bei den Parlamentswahlen 2017 erhielt die UDT 1,98 % und scheiterte damit an der Vier-Prozent-Hürde. Danach schloss sich die UDT dem Fórum Demokrátiku Nasionál (FDN) an, trat aber Ende 2017 wieder aus dem Parteienbündnis aus. Dafür wurde die UDT am 11. Dezember 2017 Mitglied der Frenti Dezenvolvimentu Demokratiku (FDD). Mit der FDD gelang der UDT bei den vorgezogenen Neuwahlen 2018 mit einem Stimmanteil von 5,5 % (34.301 Stimmen) der Einzug in das Nationalparlament. Sie stellte nun mit ihrem Präsidenten Gilman Exposto dos Santos einen  Abgeordneten. Die FDD zerbrach aber bereits nach der Wahl des Parlamentspräsidiums. UDT-Präsident saß nun als Einzelabgeordneter im Parlament, bis er 2019 verstarb. UDT-Generalsekretär Francisco David Xavier Carlos folgte Santos in das Parlament. Interims-Präsident bis zum nächsten Parteikongress wurde Rodolfo Aparicio Guterres.
Am 22. Februar 2020 unterzeichneten CNRT, KHUNTO, PD, UDT, FM und PUDD eine Koalitionsvereinbarung zur Bildung einer neuen Regierung. Staatspräsident Francisco Guterres beantwortete aber den Vorschlag der Allianz nicht, Xanana Gusmão zum Premierminister zu ernennen. Ende April zerbrach mit Austritt der KHUNTO das Bündnis wieder.
Bei den Parlamentswahlen in Osttimor 2023 wollte die UDT im Wahlbündnis der Frente Ampla Democrática (FAM) antreten. Doch am 14. März trat die PDN aber aus dem Bündnis aus und reichte beim Obersten Gericht Osttimors (Tribunal de Recurso) eine eigene Kandidatenliste ein. Da von der Partei auch kein Kongress oder nationale Konferenz über das Wahlbündnis abgestimmt hatte, entschied das Tribunal, die FAD nicht zur Wahl zuzulassen. Nach der Einzelmeldung der PDN, reichten auch die UDT und die anderen Partner eigene Anmeldungen zur Wahl ein. Alle diese Parteien scheiterten aber an der Vier-Prozent-Hürde. Die UDT erhielt nur 0,18 % (1.256 Stimmen).

## Hymne
Refrain:

Maun alin oan Timur eh,  Timur eh

Mai ita hamutuk eh, helele, helele

Maun alin oan Timur eh, Timur eh

Fo laran ba malu eh, helele, helele

Hamutuk ho laran eh

Hodi foti rai Timur eh

Foti rai Timur eh!

1. Strophe:

Buat sa mak bele fahe oan Timur

Buat sa mak halo ita fahe malu

Atu moris ka mate, ita hamutuk

Ita hotu hamutuk se bok ita

Fahe malu ita rain la sai dade

(Refrain)

2. Strophe:

Oras né liu liu sei hamutuk

Hamutuj hôdi tane ita nia rain

Tane hôdi hatudo ita mós ema

Iha mundo rai klaran uma kain

Flagge der UDT

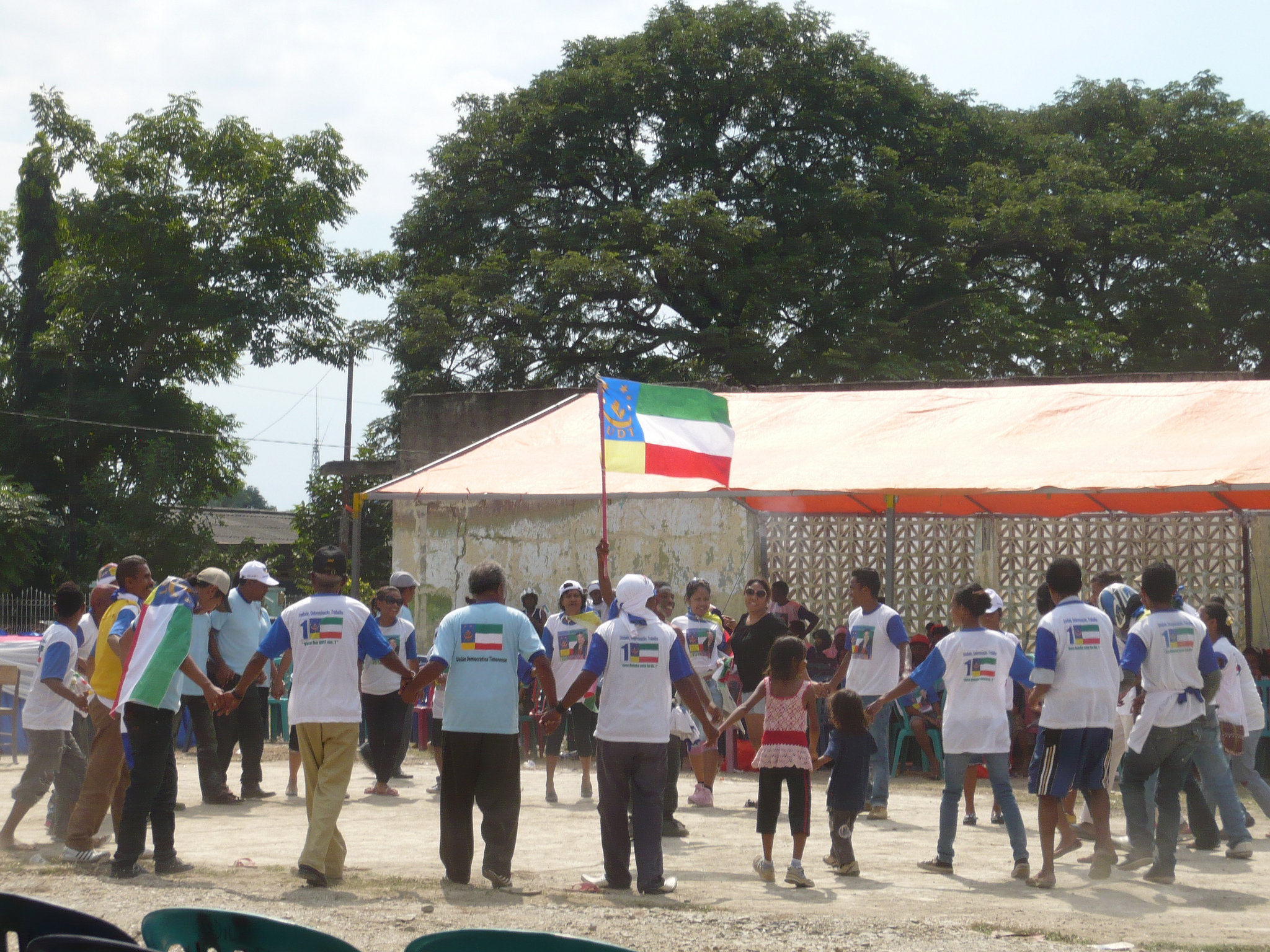
Tebetebe-Tanz bei UDT-Wahlkampfveranstaltung 2012

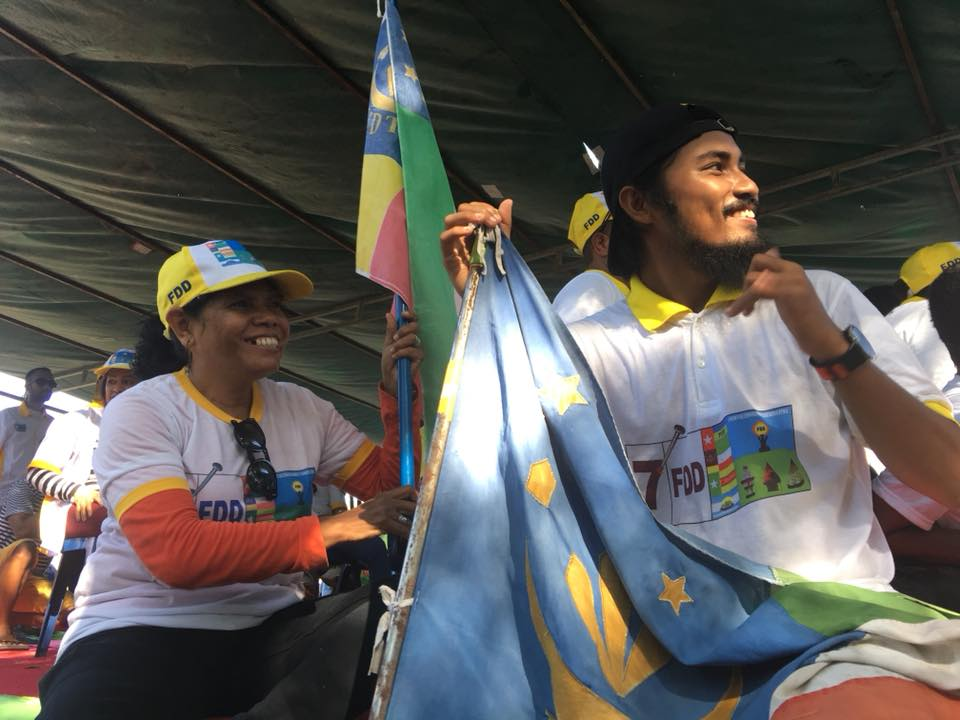
UDT-Anhänger bei einer FDD-Veranstaltung 2018

Ketak ukun an, ukun duni Timor-Dili!

(Refrain)